# 現行条約励行運動
現行条約励行運動（げんこうじょうやくれいこううんどう）とは、1893年（明治26年）から1894年（明治27年）にかけて、対外強硬六派いわゆる「硬六派」によって唱えられた反政府の言論運動。条約励行論（じょうやくれいこうろん）、現行条約励行論（げんこう─）とも。

## 概要
現行条約励行運動とは、幕末期に江戸幕府が諸外国とむすんだ不平等条約について、条約正文に明白に規定されていない事項に関してはいっさい外国人の権利を認めず、日本国内における外国人の活動や生活を制約することを通じて条約改正をおこない、平等条約実現を図ろうというものである。当時、英国のロンドンで条約改正交渉が大詰めに近づいていたので、外国の世論を刺激することを怖れた第2次伊藤内閣は1893年（明治26年）12月末に衆議院解散によって苦境を打破しようとしたが、1894年（明治27年）3月1日の総選挙（第3回衆議院議員総選挙）では、自由党も硬六派（立憲改進党・国民協会など）もともに過半数を獲得できなかったことから、政府は厳しい対応を迫られることとなった。
なお、同年3月28日には、硬六派を支持する反政府系、反自由党系の新聞記者たちは、尾崎行雄、肥塚龍、末広鉄腸、徳富蘇峰、鈴木天眼、陸実、川村惇を核として「新聞の同盟」を結成することを約した。これは、のちに新聞同盟事務所として実現する。内閣総理大臣伊藤博文は、自由党・硬六派双方を敵にまわしての政権運営は至難と考えて自由党との連携を望んだが、自由党内部では強硬論を採ろうとする星亨の意見が優勢であった。また、5月に召集された第6議会では、貴族院が、前回の衆議院解散が行政権が立法権を行使する帝国議会に対して不当に干渉したとして問題視した。
硬六派を支持する新聞人があたかも政社の様相を呈する動きに呼応した伊藤博文は、腹心伊東巳代治の提案も容れて6月2日、再び衆議院を解散、第4回衆議院議員総選挙がおこなわれた。